# Not Today (bài hát của BTS)
"Not Today" là một bài hát của nhóm nhạc nam Hàn Quốc BTS trong album tái phát hành của nhóm, You Never Walk Alone (2017). Bài hát được viết bởi "Hitman" Bang, RM, Supreme Boi, June và Pdogg. Nó được phát hành vào ngày 20 tháng 2 năm 2017 thông qua Big Hit Entertainment, như đĩa đơn thứ hai trong album. Một phiên bản tiếng Nhật của bài hát đã được thu âm và phát hành vào ngày 10 tháng 5 năm 2017, thông qua Universal Music Japan, như một bài hát phụ của album đĩa đơn bao gồm bài hát "Blood Sweat & Tears" (2016) và "Spring Day" (2017), cả hai đều bằng tiếng Nhật. Sau đó, nó được đưa vào album phòng thu tiếng Nhật thứ ba của nhóm, Face Yourself (2018). "Not Today" là một bài hát hip hop và moombahton dựa trên nền tảng nhạc cụ synth. Lời bài hát đề cập đến các chủ đề về sự bất công, tham nhũng với thông điệp ủng hộ các nhóm thiểu số.
Bài hát nhận được đánh giá chung tích cực từ các nhà phê bình âm nhạc, được khen ngợi về âm thanh tràn đầy năng lượng và nội dung ca từ của nó. Về mặt thương mại, "Not Today" đạt vị trí số 6 trên bảng xếp hạng kỹ thuật số Gaon của Hàn Quốc và đạt vị trí số 1 trên bảng xếp hạng Billboard World Digital Songs của Hoa Kỳ. Bài hát cũng đạt vị trí số 23 trên Billboard Japan Hot 100 và số 77 trên Canadian Hot 100.
Video âm nhạc cho bài hát của đạo diễn Sung-wook Kim của GDW đã được phát hành vào ngày 20 tháng 2 năm 2017. Lấy cảm hứng từ loạt phim Chúa tể những chiếc nhẫn, nó có cảnh nhóm biểu diễn vũ đạo "mạnh mẽ" với một nhóm vụ công mặc đồ đen trong bối cảnh của thung lũng đá. Một phiên bản vũ đạo của video có các cảnh quay cận cảnh và góc rộng của nhóm khi biểu diễn vũ đạo cho bài hát. BTS đã quảng bá bài hát bằng các buổi biểu diễn trực tiếp trên các chương trình âm nhạc của Hàn Quốc, bao gồm M! Countdown, Music Bank và Inkigayo. Nó cũng được đưa vào danh sách biểu diễn cho The Wings Tour (2017) và Love Yourself: Speak Yourself World Tour (2019).

## Bối cảnh và phát hành
Khi video âm nhạc được phát hành, nó đã thu được gần 11 triệu lượt xem trong vòng 24 giờ.

## Quảng bá
BTS đã quảng bá phiên bản tiếng Hàn của bài hát trên các chương trình âm nhạc khác nhau ở Hàn Quốc, bao gồm Music Bank, Music Core, Inkigayo và M Countdown. Một phiên bản phối lại cũng được quảng bá ở KBS 2017 Song Festival vào ngày 29 tháng 12 năm 2017.

## Video âm nhạc
Video âm nhạc được bắt đầu bằng những giai điệu nặng nề. Trong suốt thời gian đó, BTS dẫn đầu một đám đông mặc đồ đen, có vẻ như được lấy cảm hứng từ ninja, các "ninja" vứt bỏ đồng phục của mình để phản đối cách sắp xếp đội hình nhìn như trong quân đội, các điệu nhảy bốc lửa và dồn dập xen kẽ với các cảnh của các thành viên BTS bị rượt đuổi và bị bắn.
Video âm nhạc được quay bởi đoàn làm phim GDW với vũ đạo của Keone Madrid.

## Đón nhận
Billboard đã mô tả đĩa đơn này là một banger hip hop kêu gọi tất cả những kẻ thua cuộc kém cỏi trên thế giới không được bỏ cuộc và tiếp tục chiến đấu. Nó dường như muốn gửi đến những kẻ chống thiết chế thông điệp này, tương tự như các bài "No More Dream" hay "N.O.".  Digital Music News gọi đây là một ca khúc bùng nổ năng lượng với vũ đạo phức tạp và nhiều đoạn drop.
Đây là video K-pop có lượt xem nhiều thứ 3 vào năm 2017.